# Glenea coeruleipennis
Glenea coeruleipennis là một loài bọ cánh cứng trong họ Cerambycidae.